# Acrosterigma sorenseni
Acrosterigma sorenseni är en musselart som först beskrevs av Powell 1967.  Acrosterigma sorenseni ingår i släktet Acrosterigma och familjen hjärtmusslor. Inga underarter finns listade i Catalogue of Life.